# Rożny (obwód kijowski)
Rożny (ukr. Рожни) – wieś na Ukrainie, w obwodzie kijowskim, w rejonie browarskim, w hromadzie Zazymja. W 2001 liczyła 1208 mieszkańców, spośród których 1165 wskazało jako ojczysty język ukraiński, 41 rosyjski, 1 białoruski, a 1 inny.